# Бушар, Люсьен
Люсьен Бушар, (фр. Lucien Bouchard, [lysjɛ̃ buʃaʁ]; род. 22 декабря 1938, Сен-Кёр-де-Мари) — канадский политик, бывший премьер-министр Квебека от Квебекской партии, бывший лидер федеральной партии Квебекский блок, лидер официальной оппозиции Канады в 1993-96 гг.

## Биография

### Молодость
Изучал общественные науки в Классическом колледже Жонкьер, где в 1959 г. получил степень лиценциата, после чего изучал право в Лавальском университете. С 1964 г. — практикующий адвокат в Шикутими. В 1985 г. прекратил юридическую практику и занялся политической деятельностью; к тому времени уже начал сотрудничать с провинциальным правительством как специалист по трудовому и корпоративному праву.

### Федералист
Несмотря на свою современную репутацию активного националиста-франкофона, начал свою политическую карьеру как сторонник федерализма в рядах Либеральной партии Квебека в 1970 г. Октябрьский кризис в Квебеке подорвал его доверие к либералам, и он сблизился с Квебекской партией, лидером которой в то время был Рене Левек, однако формально оставался либералом.
В ходе референдума за независимость Квебека 1980 г. был активным сепаратистом, однако после проигрыша референдума вступил в федеральную Прогрессивно-консервативную партию, лидером которой был его университетский товарищ Брайан Малруни. Бушар считал, что Малруни мог добиться благоприятных для Квебека изменений в конституции Канады. При Малруни получил должность посла во Франции. С 1988 г. — министр федерального правительства, сначала государственный секретарь, затем министр охраны окружающей среды.

### Сепаратист

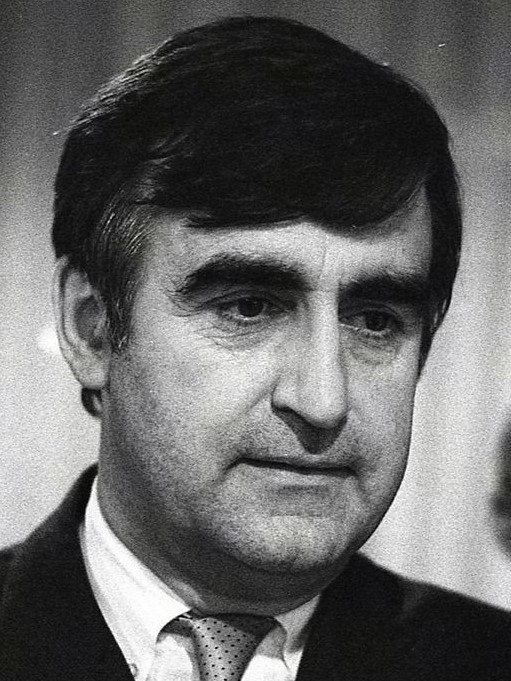
Бушар в 1990 г.

Соглашения в Мич-Лейк и в Шарлоттауне, подписанные правительством Малруни для урегулирования квебекской проблемы, не были ратифицированы заинтересованными сторонами, и Бушар разочаровался в его политике. В Квебеке стали нарастать сепаратистские настроения, приведшие к референдуму 1995 г. Бушар организовал в Прогрессивно-консервативной партии фракцию сторонников квебекского сепаратизма, из которой вскоре образовалась новая федеральная партия Квебекский блок. Во время второго референдума Бушар, наряду с Жаком Паризо, был одним из ведущих сторонников отделения Квебека от Канады. После провала референдума и скандальной отставки Паризо, допустившего расистские высказывания, Бушар покинул Квебекский блок и возглавил провинциальное правительство и Квебекскую партию.

### Премьер-министр Квебека
В должности премьер-министра принял решение об экономической и политической нецелесообразности организации очередного референдума о независимости, чем вызвал критику со стороны радикалов. Сосредоточил усилия на восстановлении экономики Квебека, находившейся в упадке после откровенно кейнсианской политики ряда предыдущих правительств. Бушар стремился добиться сбалансированности бюджета, что удалось сделать уже в 1999 г. Отход от принципов активного сепаратизма привёл к тому, что у Бушара появилось много противников в радикальном крыле партии, что привело к уходу его из политики в 2001 г.